# Frederik Ernst Müller
Frederik Ernst (Frits) Müller (Utrecht, 25 januari 1889 – Breukelen, 22 december 1960) was gedurende de Tweede Wereldoorlog een nationaalsocialistisch bestuurder en burgemeester van Rotterdam.

## Levensloop
Müller was een Utrechtse ingenieur en van 1915 tot 1927 eigenaar van de beenzwartfabriek van zijn vader, De Benenkluif. Vanaf 1927 deed hij dit samen met zijn broer, C.J.B. Müller. Hij ontplooide al in de jaren dertig veel activiteiten in de Nationaal-Socialistische Beweging (NSB), waarvan hij al vroeg lid was (hij droeg het stamboeknummer 543).
Tijdens de Tweede Wereldoorlog was Müller van 5 februari 1941 tot 20 oktober 1941 werkzaam als Commissaris der Provincie (de nationaalsocialistische benaming van Commissaris der Koningin) in Utrecht. In deze functie werd hij opgevolgd door Willem Bernard Engelbrecht.
Op 10 oktober 1941 werd hij burgemeester van Rotterdam, nadat zijn voorganger, burgemeester Oud ontslag had genomen na veel kritiek van de NSB dat hij niet meegaand genoeg was. Hij werd geïnstalleerd door de waarnemend burgemeester van Rotterdam, Arie de Zeeuw (van de SDAP), die in een moedige redevoering het ondemocratisch karakter van de installatie laakte en de ambtsketen liet omhangen door een bode.
Müller was medeverantwoordelijk voor de snelle deportatie van de Rotterdamse Joden: al in juli 1942 waren de meeste Joden via Loods 24 naar Westerbork afgevoerd; dat was eerder dan bijvoorbeeld Amsterdam. Anderzijds was hij tegen de verwoesting van de havens; waarschijnlijk mede daardoor is de volledige verwoesting van de havens in 1944 achterwege gebleven.
Müller toonde zich een vurig propagandist voor indiensttreding bij de Duitse bezetter. Hij zette zich krachtig in voor de Arbeitseinsatz, zodat er veel meer Rotterdammers naar Duitsland trokken dan de Duitsers hadden gevraagd. De Duitse autoriteiten plaatsten daarbij Rotterdam op een 'Goldene Liste' omdat 8,1 procent van het gemeentepersoneel in Duitsland te werk was gesteld, tegen Amsterdam met 6 procent en Den Haag met slechts 3,4 procent.
Toen hij burgemeester werd, waren er in Rotterdam van de 20.000 ambtenaren slechts 30 lid van de NSB. Een jaar later kon hij pochen dat het aantal NSB'ers onder de ambtenaren was toegenomen tot bijna 1200.
Hij was een vertrouwensman van Mussert. Na Dolle Dinsdag verving hij hem zelfs. Een zoon van Müller behoorde tot de lijfwachten van Mussert.
Müller werd op 7 mei 1945 afgezet en vervangen door burgemeester Oud, die hij zelf had opgevolgd in 1941. Op 5 april 1946 stond hij terecht voor het Bijzonder Gerechtshof. Hierbij eiste mr. L.A. Donker - hij zou later minister van Justitie worden - tien jaar gevangenisstraf en levenslange ontzegging van het kiesrecht. Op 16 april 1946 werd hij veroordeeld tot tien jaar gevangenisstraf, waarvan hij er bijna zes jaar uitzat. Zijn advocaat was mr. A.C.W. Beerman, die later in het kabinet-De Quay voor de CHU minister van Justitie zou worden.
Zijn laatste levensjaren bracht Müller in geborgenheid door.

## Trivia
Uit de geboorteakte in het Utrechts Archief blijkt dat Frederik Ernst Müller geboren is als Fredrik Ernst Müller.